# Freie Tribüne (Wien)
Die Freie Tribüne war eine jüdisch-sozialistische Zeitung, die zwischen 1919 und 1921 in Wien erschien.
Die Wiener „Freie Tribüne“ erschien seit 10. Januar 1919 erst im Wochenrhythmus, später alle vierzehn Tage. Die letzte Ausgabe erschien am 21. November 1921.
Die „Freie Tribüne“ war das Zentralorgan der österreichischen Landesgruppe des jüdisch-sozialistischen Weltverbandes Poale Zion (PZ). Sie orientierte sich am Programm der osteuropäischen PZ-Landesverbände, ihr Ziel war eine Verbindung von Sozialismus und zionistischer Siedlungskolonisation in Palästina, in dem ein jüdisch-sozialisticher Staat aufgebaut werden sollte. Im Zuge der Russischen Revolutionen vom Februar und Oktober 1917 geriet dieses Ziel jedoch zunehmend in den Hintergrund und in der Freien Tribüne wurde über den Anschluss der Poale Zion an die Kommunistische Internationale diskutiert.
Die Diskussion, auch in anderen Landesverbänden der Poale Zion ausgetragen, führte 1920 zur Spaltung des Verbands. Die Freie Tribüne wandelte sich zu einer Kommunistischen Zeitung, Zionistische Themen spielten eine untergeordnete Rolle, verschwanden aber nicht völlig. Im Folgejahr stellte die „Freie Tribüne“ ihr Erscheinen ein.